# گوکسو حسن‌سیک
گوکسو حسن‌سیک (انگلیسی: Göksu Hasancik؛ زادهٔ ۱۱ فوریه ۱۹۸۷) بازیکن فوتبال اهل ترکیه است.
از باشگاه‌هایی که در آن بازی کرده‌است می‌توان به باشگاه ورزشی کایسری ارجیسپور، باشگاه فوتبال ان‌ئی‌سی نایمخن، باشگاه فوتبال تارتو تامکا، باشگاه فوتبال توران تووز، باشگاه فوتبال داک ۱۹۰۴ دونایسکا استردا، باشگاه فوتبال بایرن مونیخ، و باشگاه فوتبال اردواسپور اشاره کرد.